# Утанапада
Утанапада (Санскр. उत्तानपाद) — согласно индийской мифологии царь, сын Сваямбхувы Ману и Шатарупы. У него было две жены - Суручи и Сунити, и от каждой два сына - от первой Утама, от второй Дхрува. Утанапада любил Суручи и Утаму больше, чем Сунити и Дхруву. В конце концов, последний оставил его, чтобы получить то, чего у него никогда не было. Несколько лет спустя Дхрува всё же вернулся назад как преданный почитатель Вишну. Утанапада был очень рад возвращению сына, и даже сделал его своим наследником. После этого Утанапада решил уйти на покой и передал свой трон Дхруве. Тем временем его сын Утама женился на Бахуле и у него родился сын, которому суждено было стать третьим Ману. 